# SZPG–9
Az SZPG–9 (СПГ-9, станковый противотанковый гранатомёт) szovjet fejlesztésű, állványra szerelt, 73 mm-es űrméretű, simacsövű hátrasiklás nélküli löveg. 
Szárnystabilizált rakétameghajtású kumulatív páncéltörő vagy repesz-romboló gránátokat lehet kilőni vele. 1962-ben rendszeresítették a Szovjet Hadseregben, a B–10 hátrasiklás nélküli löveget leváltva. A Magyar Néphadseregben 1966 és 2003 között volt rendszeresítve.

## Harcászati és műszaki jellemzői
A lövedéket a lövegből egy indítótöltet juttatja ki 250-435 m/s kezdő torkolati sebességgel. Ennek során a hossztengelye körüli pörgésbe jön. Miután a lövedék megtett kb. 20 métert, a rakétameghajtás bekapcsol, közben szétnyílnak a kilövéskor becsukott állapotban lévő stabilizátorszárnyak. A PG–9-es lövedék kb. 700 m/s-os sebességet ér el, mielőtt kiégne a hajtóanyaga.
Az SZPG–9-es egy könnyű löveg, amit általában tehergépkocsi rakterében szállítanak. A harctérre való megérkezés után 2 fő a vállán viszi a bevetés helyére, állítja összecsukható, háromlábú állványára. Kezelő személyzete négy főből áll, ezek a parancsnok, az irányzó és két töltő-kezelő.
A Magyar Néphadseregben a fegyver SZPG–9D jelzésű, leválasztható kerekekkel ellátott deszantos változatát vezették be 1966-ban, amit Bulgáriából szereztek be. Minden gépkocsizó lövész zászlóaljhoz tartozott egy SZPG–9-es páncéltörő szakasz.
A löveget sok ország a mai napig hadrendben tartja többnyire helyben gyártott szovjet licencű PG–9-es páncéltörő vagy OG–9-es repesz-romboló lövedékkel.

## Lövedék adatok
| Lövedék          | Típus             | Tömeg   | Gyújtó         | Hossz   | Robbanószer tartalom | Csőtorkolati sebesség | Hatásos lőtávolság | Maximum lőtávolság | Páncél áthatóság                            | Megjegyzés        |
| ---------------- | ----------------- | ------- | -------------- | ------- | -------------------- | --------------------- | ------------------ | ------------------ | ------------------------------------------- | ----------------- |
| PG–9 (PG–9V)     | Rakéta-páncéltörő | 4,39 kg | VP–9           | 920 mm  | 0,322 kg hexogen     | 435 m/s               | 800 m              | 1300 m             | 300 mm                                      | -                 |
| PG–9N            | Rakéta-páncéltörő |         | VP–9           | 920 mm  | 0,340 kg OKFOL-3,5   | 435 m/s               | 800 m              | 1300 m             | 400 mm                                      | -                 |
| PG–9VS           | Rakéta-páncéltörő | 4,4 kg  | ?              | 920 mm  | ?                    |                       | 1300 m             | ?                  | 400 mm                                      | -                 |
| PG–9VNT (PG–9NT) | Rakéta-páncéltörő | 3,2 kg  | ?              | 920 mm  | ?                    | 400 m/s               | 700 m              | 1200 m             | 550 mm vagy 400 mm reaktív páncélzat mögött | Tandem robbanófej |
| OG–9V (OG–9)     | Repesz-romboló    | 5,35 kg | GO–2 vagy O–4M | 1062 mm | 0,735 kg TNT         | 316 m/s               | -                  | -                  | n/a                                         | Öntvény hüvely    |
| OG–9VM (OG–9M)   | Repesz-romboló    | 5,35 kg | GO–2 vagy O–4M | 1062 mm | 0,655 kg TD–50       | 316 m/s               | -                  | -                  | n/a                                         | -                 |
| OG–9VM1 (OG–9V)  | Repesz-romboló    | 5,35 kg | GO–2 vagy O–4M | 1062 mm | ?                    | 316 m/s               | -                  | 4500 m             | n/a                                         | -                 |
| OG–9BG (OG–9G)   | Repesz-romboló    | 6,9 kg  | O–4M           | ?       | ?                    | 250 m/s               | -                  | 4000 m             | n/a                                         | Bolgár gyártmány  |
| OG–9BG1 (OG–9G1) | Repesz-romboló    | ?       | O–4M           | ?       | ?                    | ?                     | -                  | 6500 m             | n/a                                         | Bolgár gyártmány  |